# Mittagong
Mittagong ist eine nahe der Küste, rund 130 km südlich der Staatshauptstadt Sydney im australischen Bundesstaat New South Wales gelegene Kleinstadt mit etwa 6100 Einwohnern. Verwaltungsmäßig ist Mittagong Teil des Wingecarribee Shire, der die landschaftliche Region Southern Highlands umfasst.

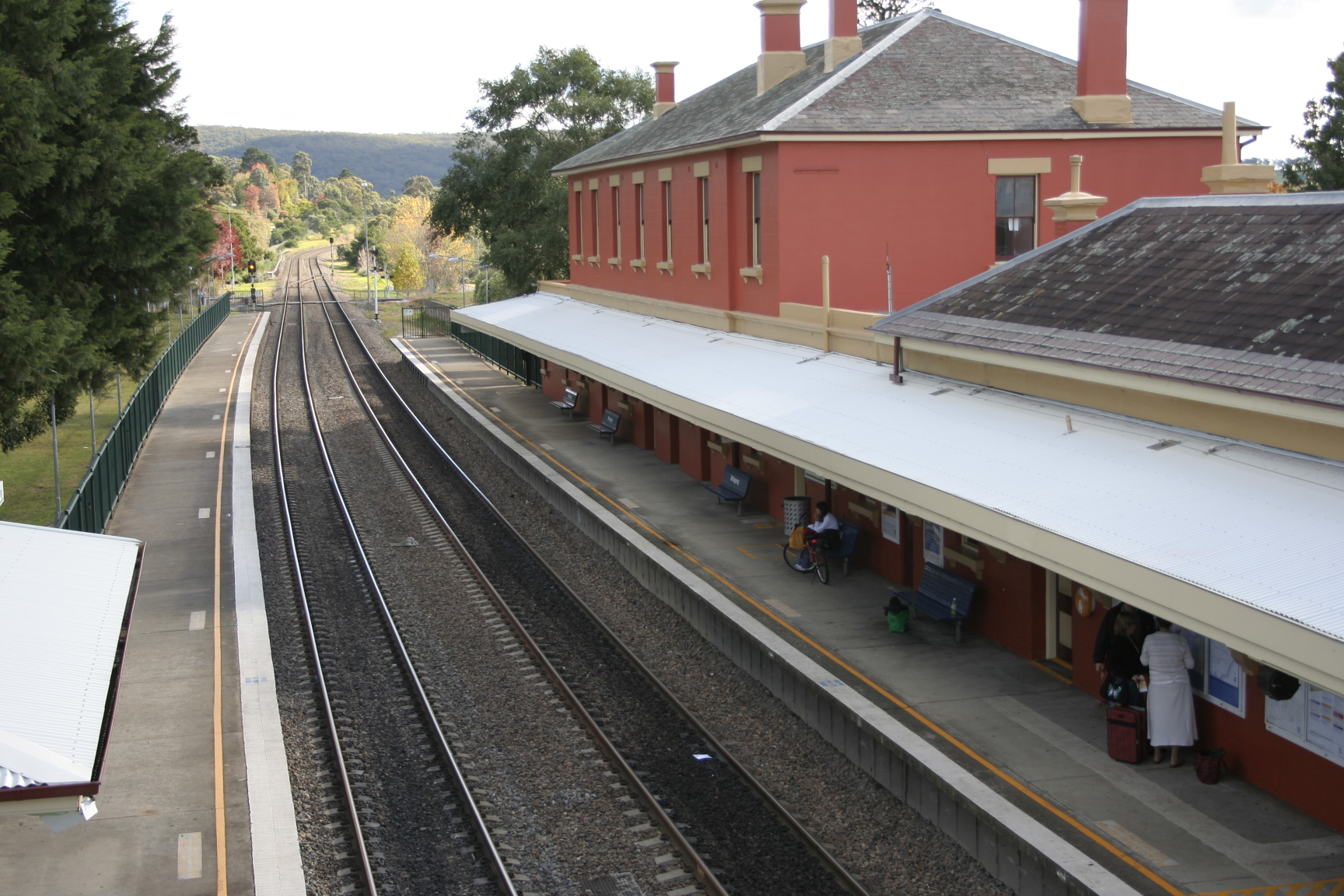
Bahnhof von Mittagong

Die am Fuße des 863 m hohen Mount Gibraltar gelegene Stadt ist verkehrsmäßig durch den von Sydney nach Melbourne führenden Hume Highway und Eisenbahnverbindungen an das Verkehrsnetz angebunden. Autobusse verkehren regelmäßig nach Moss Vale, dem Hauptort des Shire, sowie weitere umliegende Orte.
Für den vielbefahrenen Highway wurde in den 1990er Jahren eine Umgehungsstraße eingerichtet, was die Lebensqualität in der Stadt beträchtlich erhöhte und auch ihre Anziehungskraft für den Tourismus etwas erhöhte.
Der als Sträfling von England nach Australien verschiffte William Chalker (1775–1823) wurde nach seiner Freilassung der erste permanente Siedler im Gebiet von Mittagong. 1821 ließ er sich hier nieder und wurde mit Polizeigewalt ausgestatteter Aufseher über Regierungseigentum, vornehmlich Vieh. 1830 wurde Eisenerz entdeckt. 1848 wurden die Fitz Roy Iron works eröffnet die bis 1890 das Erz zu Eisen verarbeiteten. Dies stellt die erste Ausbeutung von Eisenerz in Australien dar.
Dieser Tage dient Mittagong vornehmlich als Einkaufszentrum für sein Umland mit einigen Filialen landesweiter Ketten. Der Ort besitzt auch einige Antiquitätengeschäfte von gutem Ruf. Um den Ort hat sich seit 1980 ein reputierlicher Weinanbau niedergelassen.

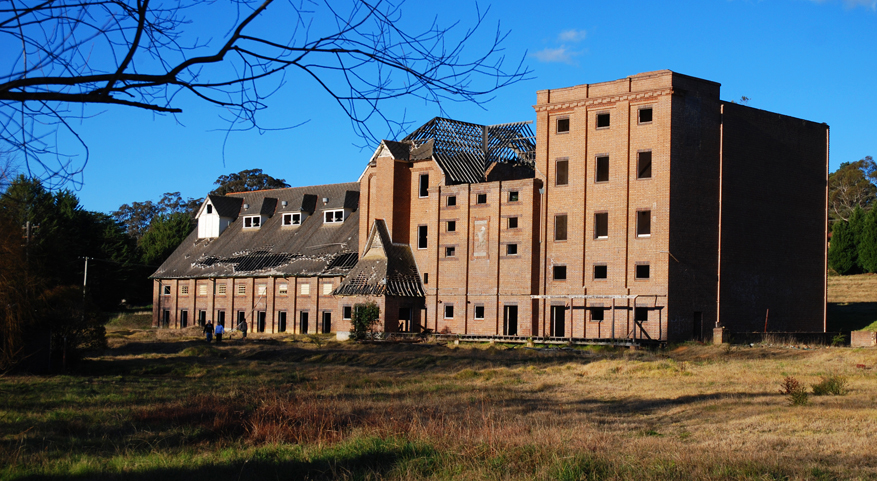
Altes Malzhaus von Tooth and Co.

Die Ruine des über 100 Jahre alten Malzhauses der örtlichen Niederlassung der einst in New South Wales bedeutenden Brauerei Tooth and Co. ist Zeugnis einer vergangenen Industriekultur. Ein späterer Restaurierungsversuch des 1981 aufgegebenen Gebäudes wurde alsbald verworfen.
Das Mädcheninternat Frensham genießt hohes Ansehen und wurde auch von der 1958 vor Ort geborenen Lucy Turnbull, geborene Hughes, besucht. Turnbull heiratete den späteren Bundesminister Malcolm Turnbull und wurde selbst 2003 als erste Frau zum Oberbürgermeister von Sydney gewählt.
Der Cricketspieler Sir Donald Bradman, Held der australischen Sportgeschichte, erzielte hier als 12-Jähriger im Spiel gegen die örtliche Schule seinen ersten Century und ließ sich 1962 sogar für einige Jahre im Ort nieder.